# Winona LaDuke
Winona LaDuke (ur. 18 sierpnia 1959 w Los Angeles) – amerykańska ekonomistka, działaczka na rzecz ochrony środowiska, budowy społeczności lokalnych i praw człowieka, feministka, aktywistka Greenpeace, Partii Zielonych i Sieci Tubylczych Kobiet, Indianka z północnoamerykańskiego plemienia Odżibwejów (ang. Ojibwa lub Chippewa, algonkian Anishinabe, Anishinaabeg), dziennikarka, pisarka, prelegentka i aktorka.

## Życiorys
Jest córką Indianina z plemienia Odżibwejów, Vincenta LaDuke, znanego bardziej jako Sun Bear założyciela tzw. Bear Tribe (Plemienia Niedźwiedzia) i żydowskiej artystki Betty LaDuke, która pracowała jako profesor sztuki na uniwersytecie w Nowym Jorku. Urodzona w Los Angeles, wychowywała się w Kalifornii i w miasteczku Ashland w stanie Oregon. W latach 60. i 70. oboje jej rodzice byli zaangażowani m.in. w ruch antywojenny i obronę praw Indian i inne protesty społeczne, co niewątpliwie wpłynęło na jej poglądy. Studia podjęła, bo – jak wspomina – „mówiono jej, że nie powinna”.
Po ukończeniu Harvard University w 1982 z dyplomem wydziału tubylczego rozwoju gospodarczego, rozpoczęła pracę jako dyrektor szkoły w należącym do Missisipi Band of Ojibwa (Odżibwejów z grupy Missisipi) rezerwacie White Earth w Minnesocie, z którego pochodzą jej tubylczy przodkowie. Tam też bliżej poznała kulturę Odżibwejów (ang. Ojibwa lub Chippewa, w języku algonkińskim Anishinaabeg lub Anishinabe). Ukończyła także studia na wydziale rozwoju obszarów wiejskich na Antioch University.
Jeszcze studiując na Harvard University, poznała m.in. indiańskiego działacza Jimmy Durhama, dzięki któremu zaangażowała się w obronę praw tubylczych i radykalną działalność ekologiczną. Podróżując po całym kraju, poznała wielu znanych wówczas działaczy i liderów lewicowych organizacji o różnym charakterze. Wkrótce po ukończeniu studiów włączyła się m.in. w starania na rzecz odzyskania ziemi, obiecanej Odżibwejom w traktacie z 1867. Utrzymywała, że "jeżeli ludzie nie kontrolują swojej ziemi, to nie kontrolują swojej przyszłości". Gdy Indianie wyczerpali możliwości działania na drodze prawnej, założyła White Earth Land Recovery Project (Projekcie Odzyskania Białej Ziemi) w Minnesocie i pomogła 5 tys. Odżibwejów z rezerwatu w wykupieniu 1.000 akrów ziemi ich przodków (i planuje wykupienie dalszych 30.000 w ciągu kolejnych 15 lat).
Jeszcze jako nastolatka, w 1977 wystąpiła jako delegatka tubylczej organizacji International Indian Treaty Council (Międzynarodowej Rady Indiańskich Traktatów) na zorganizowanej pod egidą ONZ w Genewie międzynarodowej konferencji poświęconej łamaniu praw tubylczych ludów obu Ameryk. Później jeszcze wielokrotnie występowała publicznie, publikowała artykuły i organizowała protesty m.in. przeciwko wydobywaniu uranu i węgla oraz składowaniu niebezpiecznych odpadów na terenie indiańskich rezerwatów, czy przeciwko budowie kompleksu elektrowni wodnych na wpadających do Zatoki Jamesa kanadyjskich rzekach w zamieszkanej przez Indian północnej części prowincji Ontario.
Wraz z Black Hills Alliance (Sojuszem Gór Czarnych) występowała też w obronie praw Siuksów do odebranych im z naruszeniem umów Gór Czarnych w Dakocie Południowej i protestowała przeciwko ich eksploatacji. W latach 80. XX w., gdy pod hasłem „No Nukes” („Nie” dla broni nuklearnej) usiłowała doprowadzić do sojuszu Indian i ekologów, znana była jako „No Nuke LaDuke”. Angażowała się w walkę z ubóstwem, obronę praw ludów tubylczych, promocję edukacji i opieki zdrowotnej, ruch antywojenny, antykorporacyjny i antyglobalistyczny.
Jest założycielką organizacji W.A.R.N. (Women of All Red Nations – Kobiety Wszystkich Czerwonych Narodów), Indigenous Women’s Network (Sieci Tubylczych Kobiet) i Honor the Earth Fund (Fundacji „Szanujmy Ziemię”). Była członkinią zarządu w organizacji Greenpeace, działaczką Seventh Generation Fund (Fundacji Siódmego Pokolenia) i aktywistką amerykańskiej Partii Zielonych.
W 1989 otrzymała nagrodę Reeboka w dziedzinie praw człowieka (Reebok Human Rights Award). W 1994 tygodnik „Time” umieścił ją na liście 50. najbardziej obiecujących młodych przywódców USA a w 1997 czasopismo „Ms. Magazine” wybrało ją „Kobietą Roku”. Otrzymała także Global Green Millenium Award (1998), Nagrodę Thomasa Mertona (1996), Nagrodę Ann Bancroft za Przewodzenie Kobietom i inne wyróżnienia. Za ochronę siedlisk dzikiego ryżu i biologicznej różnorodności w rezerwacie White Earth wyróżniono ją niedawno nagrodą International Slow Food Award.
Jest autorką powieści Last Standing Woman (1997) o życiu siedmiu pokoleń Odżibwejów z White Earth, której ostatni rozdział napisany jest w całości w języku Odżibwejów. Napisała też książki All our Relations: Native Struggles for Land and Life (1999) o tubylczych problemach i wizjach ochrony środowiska, In the Sugarbush (książeczkę edukacyjną dla dzieci), The Winona LaDuke Reader (zbiór artykułów o tematyce ekologicznej) i najnowszą Recovering the Sacred (2005) o współczesnym pojmowaniu tubylczej duchowości.
Występowała w wielu filmach dokumentalnych, m.in.: Anthem (1997), The Main Stream (2002) i Grzmiący Ptak: Winona LaDuke (2003), oraz jako aktorka m.in. w filmie fabularnym Skins (2002). Razem z grupą Indigo Girls brała też udział w trasie koncertowej „Honor the Earth” (1995), podczas której zbierano fundusze na działalność organizacji obywatelskich.
W wyborach prezydenckich w 1996 i 2000 była kandydatką na wiceprezydenta USA z ramienia Partii Zielonych, u boku Ralpha Nadera. Za drugim razem ich partia zdobyła 2.8 miliona głosów, czyli 2.73% oddanych głosów. W wyborach wstępnych w 2004 LaDuke poparła kandydata Partii Demokratycznej Dennisa Kucinicha, a potem Johna Kerry’ego.
Wraz z pięciorgiem dzieci mieszka w rezerwacie Odżibwejów White Earth w Minnesocie. Pozostaje aktywną działaczką w obronie praw swego ludu, będąc m.in. dyrektorem programowym Projektu Odzyskania Ziemi White Earth i dyrektorem-współzałożycielem Sieci Kobiet Tubylczych. Dużo pisze i podróżuje, prowadzi też wykłady na University of Minnesota i innych uczelniach, poświęcone tubylczym poglądom na temat ochrony środowiska.